# Songs from a Room
Az 1969-es Songs from a Room Leonard Cohen második nagylemeze. A Billboard listáján a 63., az Egyesült Királyságban a 2. helyet érte el.
Az album 1990-ben jelent meg CD formájában. 2009-ben bekerült a Hallelujah - The Essential Leonard Cohen Album Collection-be, melyet Hollandiában adott ki a Sony Music.

## Dalok
A Bird on the Wire-t Cohen egyszerű country dalként jellemezte. A számot sokan dolgozták fel, köztük Jennifer Warnes, a The Neville Brothers a Palimadár című film betétdalaként, Willie Nelson Cohen tribute albumán, a Tower of Song-on, valamint Johnny Cash 1994-es albumán, az American I: American Recordings-on. Ugyancsak feltűnik a The Lilac Time I'm Your Fan tribute albumán.
A Story of Isaac Izsák történetét mondja el, akit apjának, Ábrahámnak Isten kérésére fel kell áldoznia. A dal egy intéssel fejeződik be: az apák ne áldozzák fel tovább fiaikat. Ezt az akkori vietnámi háború bírálataként értelmezik. Judy Collins 1968-as felvétele nagyon hasonló szöveget tartalmaz. A dalt Suzanne Vega és a Pain Teens dolgozta fel.
A The Partisan Bernard (Emmanuel D'Astier, a francia ellenállás kiemelkedő alakja) La complainte du partisan című versén alapul.
A Seems So Long Ago, Nancy Nancy Challies montréali fiatal nő történetét mondja el, aki öngyilkosságot követett el, miután családja arra kényszerítette, hogy adja örökbe gyermekét. 1979-ben Cohen egy interjújában azt mondja, hogy Nancy csupán egy pincérnő volt, akivel kissé megismerkedett.

## Az album dalai
| 1. | Bird on the Wire           | Leonard Cohen        | 3:28 |
| 2. | Story of Isaac             | Leonard Cohen        | 3:38 |
| 3. | A Bunch of Lonesome Heroes | Leonard Cohen        | 3:18 |
| 4. | The Partisan               | Hy Zaret, Anna Marly | 3:29 |
| 5. | Seems So Long Ago, Nancy   | Leonard Cohen        | 3:41 |

| 1. | The Old Revolution   | Leonard Cohen | 4:50 |
| 2. | The Butcher          | Leonard Cohen | 3:22 |
| 3. | You Know Who I Am    | Leonard Cohen | 3:32 |
| 4. | Lady Midnight        | Leonard Cohen | 3:01 |
| 5. | Tonight Will Be Fine | Leonard Cohen | 3:53 |

| 1. | Like a Bird (Bird on the Wire)     | Leonard Cohen | 3:21 |
| 2. | Nothing to One (You Know Who I Am) | Leonard Cohen | 2:17 |

## Közreműködők
- Leonard Cohen – ének
- Ron Cornelius – akusztikus és elektromos gitár
- Bubba Fowler – bendzsó, basszusgitár, hegedű, akusztikus gitár
- Charlie Daniels – basszusgitár, hegedű, akusztikus gitár
- Bob Johnston – billentyűk